# På väg (musikalbum)
För andra betydelser, se På väg (olika betydelser).
På väg är det tredje studioalbumet av det svenska progg- och rockbandet Hoola Bandoola Band. Albumet spelades in i augusti 1973 och utgavs i november samma år på skivbolaget MNW Waxholm.

## Låtlista
All text och musik av Mikael Wiehe.
Sida ett
1. "Hugget som stucket" – 2:55
2. "Jakten på Dalai Lama" – 5:20 (med Södra Bergens balalaikor)
3. "Karins sång" – 4:20 (sång: Karin Biribakken)
4. "Danslåt för yttrandefrihet" – 4:30
5. "Bogside" – 3:55

Sida två
1. "Ingenting förändras av sig själv" – 4:10
2. "Andersson & Co" – 4:00
3. "När man jämför" – 6:40
4. "På väg" – 2:35

## Musiker

### Hoola Bandoola Band
- Björn Afzelius - tamburin, bakgrundssång, ledsång (låt 4, 7, 8 och 9)
- Mikael Wiehe - gitarr, piano, flöjt, mandolin, bakgrundssång, ledsång (låt 2, 4 och 9)
- Peter Clemmedson - gitarr, primdomra, bakgrundssång, ledsång (låt 6 och 9)
- Arne Franck - bas
- Povel Randén - piano, gitarr, bangrundssång, ledsång (låt 1, 3 och 9)
- Per-Ove Kellgren - trummor
- Håkan Skytte - slaginstrument

### Andra musiker
- Marianne Faxell - primbalalaika, sång
- Eva Johansson - primbalalaika, sång
- Gun Friberg - sekundbalalaika, sång
- Birgit Westman - sekundbalalaika, sång
- Rebecca Fors - primdomra, sång
- Sussie Wigelius - Altdomra, sång
- Karin Betzky Biribakken - Tenordomra, sång
- Ulla Dixelius - dragspel